# Kontrolka motoru

Běžný vzhled kontrolky motoru

Kontrolka motoru nebo kontrolka MIL (z anglického malfunction indicator lamp, světlo indikace poruchy) je signalizační kontrolka na palubní desce automobilu, která říká, že řídící jednotka motoru zaznamenala poruchu, která může být jak drobná, tak závažná.

## Význam

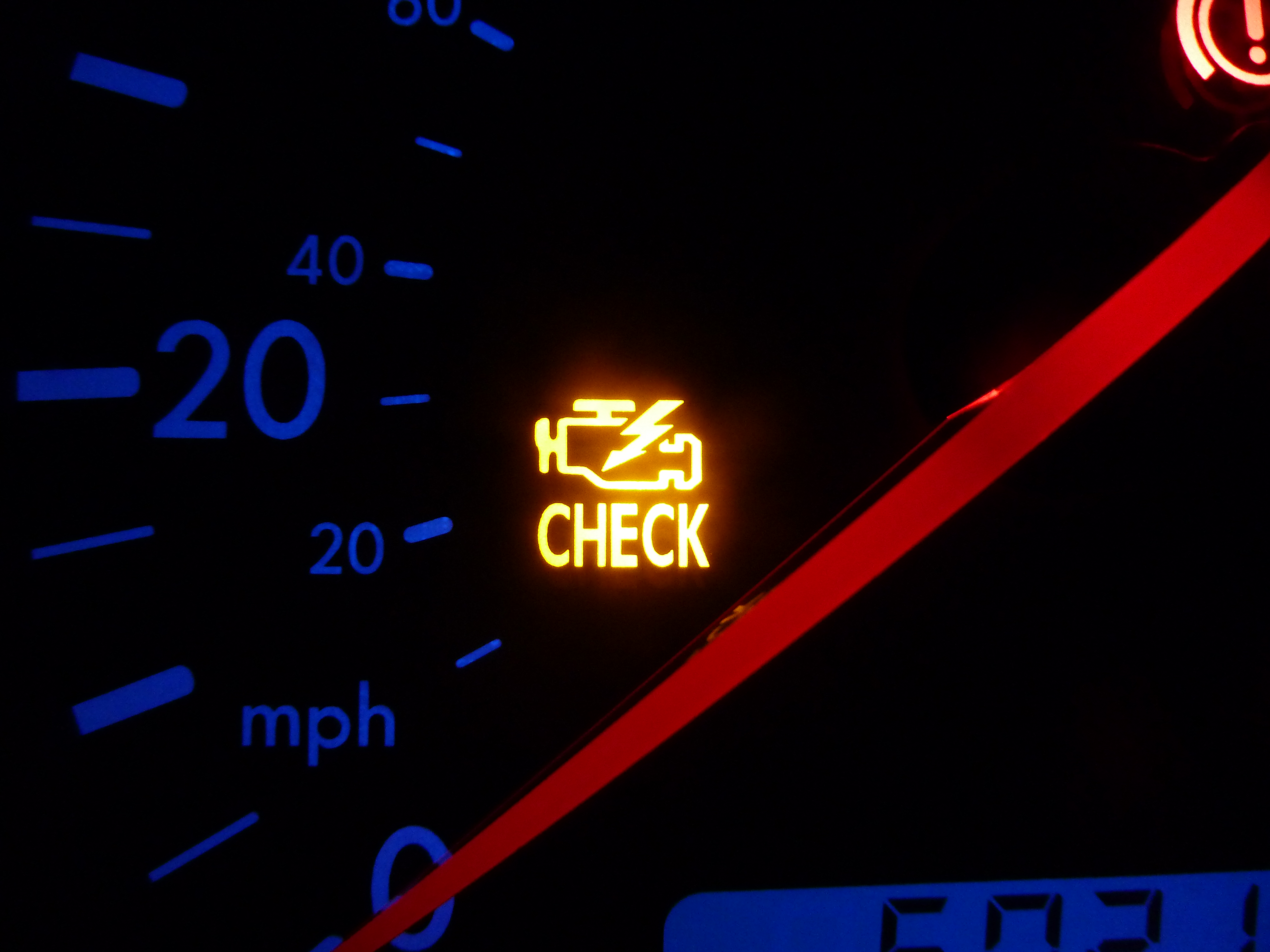
Kontrolka na palubní desce Volkswagenu Bora

Kontrolka je oranžová, což značí střední závažnost. Tyto kontrolky zpravidla vyžadují pozornost řidiče a v nejbližší době kontrolu, ne však okamžitý zásah a odstavení stroje. Výjimkou jsou situace, kdy kontrolka bliká nebo spolu s ní svítí i jiná. Při jízdě s aktivní kontrolkou je obvyklé, že řídící jednotka přechází do nouzového režimu, kdy např. nepovolí vyšší než určitou rychlost.
| Chování kontrolky po nastartování motoru | Význam                 |
| ---------------------------------------- | ---------------------- |
| Rozsvítí se a opět zhasne                | v pořádku              |
| Nerozsvítí se                            | porucha kontrolky      |
| Rozsvítí se a zůstane svítit             | porucha motoru         |
| Rozbliká se                              | závažná porucha motoru |